# Asymbius claviger
Asymbius claviger es una especie de coleóptero de la familia Endomychidae.

## Distribución geográfica
Habita en Tanintharyi (Birmania).